# البياضية (حماة)
البياضية قرية سورية تابعة لمحافظة حماة تبعد 8 كلم عن مدينة مصياف. بلغ عدد سكانها 2701 نسمة في عام 2004 حسب إحصاء المكتب المركزي للإحصاء.
تقع على الطريق الذي يصل مدينة مصياف والقرى التابعة لها بمدينة حمص الذي يصل بعد ذلك إلى الاستراد المتجه إلى العاصمة دمشق، وهي قرية جميلة سكانها من المسلمين والمسيحين يعمل جزء من السكان في وظائف حكومية رسمية ويعمل جزء آخر من السكان بالزراعة وأهمها زراعة القمح، يحدها نهرين من الجنوب نهر الساروت ومن الشمال نهر الصواصيف اللذان يصبان في نهر العاصي.
يحيط بالقرية بعض القرى منها: السويدة والزاملية وآقدوكار وسيغاتا وقرطمان وزور بعرين .